# Capitol Records
Capitol Records je ameriška glasbeno-založniška hiša s sedežem v Hollywoodu (Kalifornija), ustanovljena leta 1942. Je del podjetja Capitol Music Group, ki je nastalo ob združitvi z založbo Virgin Records. Lastnik Capitol Music Group je bila korporacija EMI, ena od »velikih štirih« svetovnih glasbenih založb, po razpadu EMI leta 2012 pa ga je prevzela korporacija Universal Music Group.
Capitol Records zastopa ali je zastopala nekaj velikih imen ameriške in angleške popularne glasbe, kot so The Beatles, Frank Sinatra, The Beach Boys, Tina Turner, Oasis in druge.